# HAB
HAB is een Duits historisch merk van motorfietsen.
In 1926 produceerde dit waarschijnlijk Duitse merk motorfietsen van 250- en 350 cc die door de technicus Huber waren ontwikkeld. Huber was bekend van de Roconova-motoren. Daarom hadden de HAB-motoren ook een koningsas voor de aandrijving van de nokkenassen.